# Archer Daniels Midland
Archer Daniels Midland es una empresa estadounidense de agricultura.

## Origen
En 1902, George A. Archer y John W. Daniels comienzan un negocio de molienda de semillas de Lino.  En 1923, "Archer-Daniels Linseed Company" adquirió "Midhland Linseed Products Company", y fue entonces cuando la "Archer-Daniels-Midland Company" (NYSE: ADM) fue formada.  ADM tiene su sede central en Decatur, Illinois.  Una facturación anual de USD 36,6 mil millones, y 26.800 empleados.
En 1972, el director ejecutivo de la empresa Archer Daniels Midland depositó 25 000 dólares
en la cuenta personal bancaria de un tal Bernard Barker, quien era un terrorista cubano que trabajaba con el CREEP (comisión para reelegir al presidente) para obtener dinero "fuera de los libros" (no contabilizado) que ingresaba para las arcas de la campaña de Nixon. Esto supuso una violación de las leyes federales de financiamiento de campañas políticas.
En 1973, Barker (quien resultó ser un agente de la CIA) fue condenado a prisión por participar en el escándalo Watergate.

## Negocios
Cada década, ADM añadió mayores centros de rentabilidad a sus agronegocios:  Molienda y procesamiento de granos, ingredientes especiales para alimentación, chocolates, nutrición y más.
Cuenta con una red de transporte mundial y opera más de 250 plantas de procesamiento y fabricación dentro y fuera de Estados Unidos. A través de estas unidades y de las extensas capacidades de distribución global, ADM contribuye en gran medida a la economía y a la calidad de vida mundiales. 
A.D.M. es uno de los mayores procesadores agrícolas del mundo. Como eslabón entre los granjeros y los consumidores, obtiene las cosechas y las procesa para producir ingredientes de alimentos, ingredientes de alimentos animales, combustibles renovables y alternativas naturales para químicos industriales. 
Debido a que todo lo que hace ADM comienza con la agricultura, la asociación con la comunidad granjera es vital. Los granjeros son fundamentales para la economía global, y por ello trabaja para poder serles fundamental, creando miles de productos a partir de sus cosechas, y cientos de mercados para sus cosechas.

## ADM Datos
Acerca de ADM
Cada día, las 30.000 personas de Archer Daniels Midland Company (NYSE: ADM) trabajan para conectar la cosecha para el hogar, que están surgiendo en productos renovables que sirvan a las necesidades vitales de un mundo en crecimiento. En más de 265 plantas de procesamiento y más de 330 instalaciones de abastecimiento, nos maíz comercio, transporte, almacenamiento y proceso, las semillas oleaginosas, trigo y cacao en productos para la alimentación, piensos, usos industriales y energéticos. 
Con sede en Decatur, Illinois, ADM conecta cultivos y mercados en más de 75 países en seis continentes. Las ventas netas para el año fiscal terminado el 30 de junio de 2011, fueron de $ 81 mil millones.

## Principales Segmentos de mercado
Procesamiento de Semillas Oleaginosas
El segmento de Procesamiento de Semillas Oleaginosas incluye actividades relacionadas con la creación, comercialización, trituración y procesamiento de semillas oleaginosas como la soja, semillas de algodón, girasol, canola, maní, semillas de lino y la palma en los aceites vegetales y harinas proteicas de los alimentos, los piensos , la energía y otras industrias de productos industriales. Oleaginosas y sus productos pueden ser procesados por ADM o revenderse en el mercado como materias primas para otros procesos.
Procesamiento de Maíz
El segmento de Procesamiento de Maíz incluye la molienda húmeda de maíz y las actividades de molienda en seco, principalmente en los Estados Unidos, para producir ingredientes utilizados en la industria alimentaria y de bebidas que incluye jarabe, almidón, glucosa, dextrosa y edulcorantes. La dextrosa es también utilizado por la empresa como materia prima para sus operaciones de bioproductos, incluida la producción de etanol, los aminoácidos y los productos industriales. Piensos de gluten de maíz y harina, así como granos de destilación, se producen para uso como ingredientes de alimentos para animales. Germen de maíz, un subproducto del proceso de molienda en húmedo, se procesa adicionalmente como una semilla oleaginosa en aceite vegetal y harina de proteína. 
Servicios Agrícolas
El segmento de Servicios Agrícolas utiliza ascensor de la empresa grano extensa red de transporte de comprar, almacenar, limpiar y transportar los productos agrícolas, incluyendo semillas oleaginosas, maíz, trigo, sorgo, avena, arroz y cebada y revende estos productos principalmente como alimentos y piensos ingredientes, y como materia prima, para la industria de procesamiento agrícola. Grano de Servicios Agrícolas de abastecimiento y red de transporte proporciona servicios confiables y eficientes a las operaciones de la compañía de procesamiento agrícola. El segmento de Servicios Agrícolas incluye 160 ascensores nacionales e internacionales 25, un centro de alimentación animal en Illinois, el 27 de alimentación internacional fórmula nacional y siete plantas y animales de nutrición y salud, una planta de frijol comestible en Dakota del Norte, 23 centros nacionales de adquisición de frijol comestible y un molino de arroz en California.
Otros
Este segmento incluye las operaciones restantes de la compañía, que consiste principalmente de empresas de ingredientes alimentarios y los piensos y las actividades financieras. Las empresas alimentarias y de piensos ingredientes incluyen el procesamiento de trigo con las actividades relacionadas con la producción de harina de trigo y el procesamiento de cacao con las actividades relacionadas con la producción de productos de chocolate y cacao. Las actividades financieras incluyen bancos, seguros cautivo, inversiones privadas de fondos de acciones y futuros actividades de comisionista.